# Sar Māzeh
Sar Māzeh (persiska: سر مازه) är en ort i Iran.   Den ligger i provinsen Chahar Mahal och Bakhtiari, i den centrala delen av landet, 400 km söder om huvudstaden Teheran. Sar Māzeh ligger 1 413 meter över havet och antalet invånare är 401.
Terrängen runt Sar Māzeh är varierad. Runt Sar Māzeh är det ganska glesbefolkat, med 38 invånare per kvadratkilometer. Närmaste större samhälle är Refen, 4,0 km sydost om Sar Māzeh. Omgivningarna runt Sar Māzeh är i huvudsak ett öppet busklandskap.